# Liste der Einträge im National Register of Historic Places im Sublette County

Lage des Sublette County in Wyoming

Die Liste der Einträge im National Register of Historic Places im Sublette County in Wyoming führt alle Bauwerke und historischen Stätten im Sublette County auf, die in das National Register of Historic Places aufgenommen wurden.
Stand: 30. Mai 2024

## Legende
| NRHP | Historic Place                      |
| HD   | Historic District                   |
| NHL  | National Historic Landmark          |
| NHLD | National Historic Landmark District |

## Aktuelle Einträge
| [ 2 ] | Name                                                  | Bild                           | Eintragsdatum                  | Lage                                                                          | Ort       | Beschreibung |
| ----- | ----------------------------------------------------- | ------------------------------ | ------------------------------ | ----------------------------------------------------------------------------- | --------- | --- |
| 1     | Archeological Site No. 48SU354                        |                                | 13. Mai 1994 ID-Nr. 94000439   | Adresse nicht veröffentlicht                                                  | Big Piney | Bekannt als Calpet Rockshelter oder Overlook Rockshelter. Die Stätte umfasst einen überhängenden Felsvorsprung am Fuße eines Hügels, der von amerikanischen Ureinwohnern und europäischen Siedlern genutzt wurde.                                                                                        |
| 2     | Big Sandy Lodge                                       |                                | 13. Nov. 2023 ID-Nr. 100009516 | 1050 Mud Lake Rd. 42° 40′ 57″ N, 109° 16′ 48″ W                               | Boulder   | |
| 3     | Church of St. Hubert the Hunter and Library           | weitere Bilder                 | 24. Jan. 2002 ID-Nr. 01001525  | U.S. Highways 189 und 191 43° 12′ 5″ N, 110° 24′ 22″ W                        | Bondurant | Auch als Bondurant Protestant Episcopal Church bekannt. Bestehend aus einer 1940 erbauten, rustikalen Blockkirche und einer 1943 erbauten Bibliothek, die heute als Gemeindezentrum für Bondurant dienen.                                                                                                |
| 4     | Circle Ranch                                          | Circle Ranch                   | 14. Mai 1987 ID-Nr. 87000778   | SW von Big Piney unweit des Wyoming Highway 350 42° 31′ 19″ N, 110° 10′ 49″ W | Big Piney | Auch bekannt als R.L. Miller Ranch. Wird seit mehr als 100 Jahren ununterbrochen als Rinderfarm betrieben. |
| 5     | Cora Townsite                                         | weitere Bilder                 | 24. Apr. 2017 ID-Nr. 10000925  | 5 Noble Rd. 42° 56′ 21″ N, 109° 58′ 44″ W                                     | Cora      | Umfasst die Ortschaft Cora. |
| 6     | Craig Cabin                                           |                                | 19. Sep. 2016 ID-Nr. 16000648  | 6,4 km östlich des Jack Creek 43° 14′ 26″ N, 110° 16′ 13″ W                   | Bondurant | Zwischen 1898 und 1900 als Trapperhütte in der Nähe von Bondurant erbaut. Das Blockhaus in der Gros Ventre Range wurde ab etwa 1902 von Jack Craig bewohnt, der in der Gegend nach Gold suchte. |
| 7     | Daniel School                                         | Daniel School                  | 5. Sep. 1990 ID-Nr. 90001387   | U.S. Highway 189 42° 51′ 53″ N, 110° 4′ 29″ W                                 | Daniel    | Im Jahr 1920 durch den Bauunternehmer A. F. Atwood erbautes Schulgebäude in Daniel. Die ländliche Schule diente Daniel und seiner Umgebung und ersetzte improvisierte Schuleinrichtungen. |
| 8     | DDZ Bridge over New Fork River                        | DDZ Bridge over New Fork River | 22. Feb. 1985 ID-Nr. 85000437  | County Rd. 136 42° 45′ 2″ N, 109° 43′ 33″ W                                   | Boulder   | Kingpost-Pony-Fachwerkbrücke in der Nähe von Boulder, die die Sublette County Road 136 über den New Fork River führt. Die Brücke wurde 1917 von der Regierung des Lincoln County gebaut, bevor das Sublette County gegründet wurde.                                                                      |
| 9     | ENP Bridge over Green River                           | ENP Bridge over Green River    | 22. Feb. 1985 ID-Nr. 85000438  | County Road CN23-145 42° 46′ 47″ N, 109° 58′ 7″ W                             | Daniel    | Im Jahr 1905 durch die Western Bridge and Construction Company erbaute, 67,64 m lange Fachwerkbrücke über den Green River. |
| 10    | Father DeSmet's Prairie Mass Site                     | weitere Bilder                 | 28. Apr. 1970 ID-Nr. 70000676  | Nahe des U.S. Highways 187 42° 52′ 10″ N, 110° 2′ 29″ W                       | Daniel    | Ist der Ort der ersten katholischen Messe in Wyoming, die am 5. Juli 1840 von dem Jesuitenmissionar Pierre-Jean De Smet gehalten wurde. |
| 11    | Fort Bonneville                                       | Fort Bonneville                | 28. Apr. 1970 ID-Nr. 70000677  | Nahe des U.S. Highways 189 42° 53′ 40″ N, 110° 8′ 3″ W                        | Pinedale  | Umfasst den Ort des ehemaligen Fort Bonneville, eines befestigten Winterlagers und Pelzhandelsposten, das 1832 von Captain Benjamin Bonneville unweit des heutigen Pinedale gegründet wurde. |
| 12    | Green River Drift Trail Traditional Cultural Property |                                | 23. Nov. 2013 ID-Nr. 12001224  | Entlang des oberen Green Rivers 42° 54′ 50″ N, 109° 58′ 44″ W                 | Cora      | |
| 13    | Jensen Ranch                                          |                                | 5. Mai 1988 ID-Nr. 88000552    | Martin Jensen County Rd. 42° 38′ 22″ N, 109° 31′ 28″ W                        | Boulder   | 1905 vom dänischen Einwanderer Metinus Jensen gegründet. Die Ranch verfügt über ein amerikanisches Foursquare-Haus aus dem Jahr 1918 als zentrales Element, das von weiteren Ranchgebäuden umgeben ist.                                                                                                  |
| 14    | Lander Road-New Fork River Crossing                   |                                | 17. Jan. 2017 ID-Nr. 100000525 | 1371 Paradise Rd. 42° 36′ 42″ N, 109° 51′ 23″ W                               | Boulder   | |
| 15    | Log Cabin Motel                                       | Log Cabin Motel                | 25. März 1993 ID-Nr. 93000230  | 49 E. Magnolia St. 42° 52′ 4″ N, 109° 51′ 34″ W                               | Pinedale  | Auch bekannt als Camp O' The Pines, wurde 1929 als Hüttencamp gebaut, um eine wachsende Zahl von Autotouristen auf dem Weg zum Yellowstone-Nationalpark zu bedienen. |
| 16    | New Fork                                              | New Fork                       | 16. Juli 1987 ID-Nr. 87000773  | U.S. Highway 187 42° 42′ 13″ N, 109° 42′ 55″ W                                | New Fork  | Umfasst die heutige Geisterstadt New Fork, eine der frühesten Siedlungen im oberen Tal des Green River. New Fork wurde 1888 von John Vible und Louis Broderson gegründet, dänischen Einwanderern, die 1884 in die Vereinigten Staaten gekommen waren.                                                    |
| 17    | Redick Lodge                                          |                                | 18. März 1983 ID-Nr. 83003364  | Nördlich von Pinedale 42° 59′ 34″ N, 109° 48′ 8″ W                            | Pinedale  | Auch bekannt als die Chambers Lodge, ist ein privater saisonaler Rückzugsort am Upper Fremont Lake in der Nähe von Pinedale in der Wind River Range auf einer Höhe von 2.300 m. |
| 18    | Sommers Ranch Headquarters Historic District          |                                | 18. Juni 2009 ID-Nr. 09000454  | 734 County Road 23-110                                                        | Pinedale  | Historische Ranch. Umfasst 11 Gebäude außerhalb von Pinedale |
| 19    | Steele Homestead                                      |                                | 25. Apr. 1985 ID-Nr. 85000870  | Wyoming Highway 191 42° 45′ 17″ N, 109° 37′ 14″ W                             | Boulder   | Historisches Gehöft am Wyoming Highway 191 nordöstlich von Boulder. Das Gehöft wurde 1886 von Ed P. Steele gegründet, der an dieser Stelle eine Ein-Zimmer-Hütte baute. Die Hütte wurde mehrmals erweitert, bis sie nach einem Anbau im Jahr 1908 acht Zimmer umfasste.                                  |
| 20    | Trappers Point Site                                   | Trappers Point Site            | 14. Mai 2007 ID-Nr. 07000368   | 9,7 km westlich von Pinedale 42° 52′ 34″ N, 109° 56′ 45″ W                    | Pinedale  | Archäologische Stätte, die aus der früharchaischen Zeit stammt. Ist der älteste bekannte Ort, an dem Gabelantilopen massenhaft gekeult wurden |
| 21    | Union Pass                                            | weitere Bilder                 | 16. Apr. 1969 ID-Nr. 69000367  | Bridger-Teton National Forest 43° 28′ 54″ N, 109° 52′ 24″ W                   | Dubois    | 2808 m hoher Gebirgspass am Kreuzungspunkt von Wind River Range, Gros Ventre Range und Absaroka Range. Der Pass war ein traditioneller Verkehrsweg der heimischen Indianer vom Volk der Östlichen Shoshone, über den sie aus dem Tal des Wind River im Norden zum Green River im Süden wechseln konnten. |
| 22    | Upper Green River Rendezvous Site                     | weitere Bilder                 | 15. Okt. 1966 ID-Nr. 66000763  | Am Green River bei Daniel 42° 52′ 25″ N, 110° 2′ 14″ W                        | Daniel    | An diesem Ort und in der Nähe des Ortes, ungefähr am Zusammenfluss des Green River mit dem Horse Creek, fanden im 19. Jahrhundert mindestens fünf der Rocky Mountain Rendezvous statt. |
| 23    | Wardell Buffalo Trap                                  |                                | 12. Aug. 1971 ID-Nr. 71000892  | Adresse nicht veröffentlicht                                                  | Big Piney | Umfasst einen kleinen Canyon, der während der späten prähistorischen Zeit 500 Jahre lang von amerikanischen Ureinwohnern genutzt wurde. Fast 17 m an Bisonknochen wurden in der Schlucht gefunden. |